# 후쿠오카현 제2구
후쿠오카현 제2구(福岡県 第2区)는 일본의 중의원 선거구이다. 1994년 공직선거법으로 신설되었다.
현재 중의원은 자유민주당 소속의 오니키 마코토이다.

## 지역
- 후쿠오카시
  - 주오구
  - 미나미구 일부
  - 조난구 일부